# Villa Alliata Cardillo
La Villa Alliata Cardillo est un bâtiment historique situé dans la Piana dei Colli, au nord de Palerme qui donne son nom au hameau de Cardillo, aujourd'hui quartier de Palerme. 

## Histoire
La villa d'origine a été transformée dans la seconde moitié du XVIIIe siècle en résidence de villégiature ainsi qu'en centre de production agricole. 
Elle est due à Domenico Cardillo, un magistrat de Palerme ayant reçu le titre de marquis en 1772, pour la reconfiguration du XVIIIe siècle. Elle a ensuite été agrandie par son fils Agostino Cardillo, également magistrat de talent, second marquis et premier propriétaire Cardillo du château d'Inici . 
La villa, ainsi que les titres et les actifs de la famille Cardillo, au milieu du XIXe siècle sont passés à la famille Alliata. Leurs descendants sont les Marquis Alliata Cardillo.

## La villa
La villa a une structure sur deux élévations autour d'une cour centrale. Le sol en terrasse et le jardin qui abrite la chapelle et les écuries sont particulièrement intéressants. L'intérieur est également intéressant avec la chapelle de la Madonna delle Lettera, élevée en l'honneur de Letteria Cardillo, qui abrite un précieux autel en bois des années 1700. 
Aujourd'hui, l'ensemble du complexe monumental a été restauré par les héritiers de la famille Alliata qui en ont fait un musée et un lieu d'exposition. La Villa Alliata Cardillo abrite ainsi le centre d'art Piana dei Colli. 